# Han-sur-Meuse
Han-sur-Meuse is een gemeente in het Franse departement Meuse (regio Grand Est) en telt 277 inwoners (2017). De plaats maakt deel uit van het arrondissement Commercy.
Op 1 januari 1973 werden de aangrenzende gemeenten Ailly-sur-Meuse en Brasseitte opgeheven en opgenomen in de gemeente an-sur-Meuse.

## Geografie
De oppervlakte van Han-sur-Meuse bedraagt 17,3 km², de bevolkingsdichtheid is 14,3 inwoners per km².
De onderstaande kaart toont de ligging van Han-sur-Meuse met de belangrijkste infrastructuur en aangrenzende gemeenten.

## Demografie
Onderstaande figuur toont het verloop van het inwonertal (bron: INSEE-tellingen).